# Magnet (Nebraska)
Magnet é uma vila localizada no estado americano de Nebraska, no Condado de Cedar.

## Demografia
Segundo o censo americano de 2000, a sua população era de 79 habitantes.
Em 2006, foi estimada uma população de 73, um decréscimo de 6 (-7.6%).

## Geografia
De acordo com o United States Census Bureau, a localidade tem uma área de 0,4 km², sem área coberta por água. Magnet localiza-se a aproximadamente 557 m acima do nível do mar.

## Localidades na vizinhança
O diagrama seguinte representa as localidades num raio de 20 km ao redor de Magnet.